# Dietrich Krusche

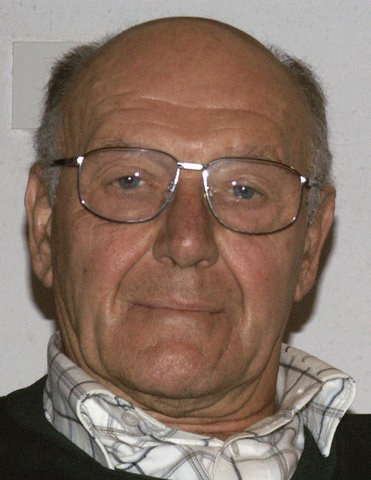
Dietrich Krusche, 2011

Dietrich Krusche (* 25. Januar 1935 in Rypin, Polen) ist ein deutscher Schriftsteller und emeritierter Professor für Interkulturelle Hermeneutik.

## Leben
Krusche studierte Deutsch, Latein und Griechisch und arbeitete als Lehrer am Münchener Wilhelmsgymnasium. Er promovierte mit einer Arbeit über Kafka (Kafka und Kafka-Deutung: Die problematisierte Interaktion, 1974).
Von 1961 bis 1963 war er als Lektor für Deutsch an der Universität in Peradeniya/Sri Lanka tätig, von 1966 bis 1969 an der Universität in Okayama/Japan.
Ab 1981 zunächst als Akademischer Rat, von 1982 bis 1997 als Professor für Literaturwissenschaft baute er am Institut für Deutsch als Fremdsprache der Ludwig-Maximilians-Universität München das Gebiet Interkulturelle Hermeneutik auf. Krusche war viele Jahre Mitherausgeber des Jahrbuchs Deutsch als Fremdsprache/Intercultural German Studies.
Er hat zahlreiche literarische Veröffentlichungen vorgelegt und ist seit 1995 Mitglied der Bayerischen Akademie der Schönen Künste.
Seit 1997 lebt er in Südfrankreich.

## Wirken
Im Anschluss an rezeptions- und wirkästhetische Theorien von Hans Robert Jauß und Wolfgang Iser entwickelte Krusche seinen Ansatz zur Interkulturellen Hermeneutik. Dieser Ansatz wurde prägend für die fachwissenschaftliche Diskussion zur Literaturvermittlung im Bereich Deutsch als Fremdsprache.
Krusche hat eine Reihe japanischer Haiku ins Deutsche übertragen und als Gedichtsammlungen herausgegeben. In seinen wissenschaftlichen Arbeiten zum Haiku geht es ihm darum, die Möglichkeiten von Rezeption und Adaption dieser fremden literarischen Gattung auszuloten.
Darüber hinaus hat Krusche zahlreiche literarische Texte veröffentlicht – Gedichte, Theaterstücke, Erzählungen, Romane. Darin bearbeitet er die verschiedensten Facetten der Begegnung mit geographischer und zeitlicher Fremde.

## Werke

### Literarische Texte

#### Romane und Erzählungen
- Das Experiment oder Die Fahrt nach Hammerfest. München: Langen/Müller 1961 (Berlin, Darmstadt, Wien: Dt. Buch-Gemeinschaft 1964)
- Obenauf: Beschreibung einer Situation. München: Meta-Verlag 1973, ISBN 3-87983-002-9
- Kienspan steht auf. Stuttgart: Klett-Cotta 1980 (Taschenbuchausgabe Ullstein 1983), ISBN 3-12-904521-X
- Stimmen im Rücken. München: A1 Verlag 1994, ISBN 3-927743-15-1
- Himalaya. München: A1 Verlag 1998, ISBN 3-927743-37-2
- Das Haus im Haus. München: A1 Verlag 2001, ISBN 3-927743-57-7
- Englisch für Tiger. München: A1 Verlag 2005, ISBN 3-927743-75-5
- Wohin gehst du, Bruder?. München: Iudicium 2009, ISBN 978-3-89129-478-9
- Nizza und ich. Erzählung. München: Iudicium 2012, ISBN 978-3-86205-076-5
- Hergelaufen. Erzählung. München: Iudicium 2019, ISBN 978-3-86205-626-2
- Das fliegende Weihrauchfass von Santiago. Roman. München: Iudicium 2020, ISBN 978-3-86205-609-5
- Fliegen und Fangen in der Zirkuskuppel. Kurzgeschichten. München: Iudicium 2021, ISBN 978-3-86205-546-3
- Mein russischer Freund. Roman. München: Iudicium 2022, ISBN 978-3-86205-641-5
- Absprung. Eine Geschichte. München: Iudicium, 2024, ISBN 978-3-86205-602-6

#### Gedichte
- Das Ruder auf dem Dach. Stuttgart: Klett-Cotta 1979, ISBN 3-12-904471-X
- Verzögerte Geburt. Stuttgart: Klett-Cotta 1982, ISBN 3-12-904561-9
- Klatschen mit einer Hand. München: A1 Verlag 1989, ISBN 3-927743-00-3

#### Theaterstücke
- Besuch bei Galilei. und Die Eroberung Japans von den Bergen aus. Zwei Stücke. München: A1 Verlag 1995, ISBN 3-927743-22-4

### Wissenschaftliche Publikationen
- Japan, konkrete Fremde: eine Kritik der Modalitäten europäischer Erfahrung von Fremde. München: Meta-Verlag 1973, ISBN 3-87983-001-0 (Neuauflage Stuttgart: S.Hirzel 1984, ISBN 3-7776-0396-1)
- Kafka und Kafka-Deutung: Die problematisierte Interaktion. Kritische Information 5. München: Fink 1974
- Kommunikation im Erzähltext. Band 1: Analysen, Band 2: Texte. München: Fink 1978, ISBN 3-7705-1618-4
- Literatur und Fremde: zur Hermeneutik kulturräumlicher Distanz. München: Iudicium 1985 (2. Auflage 1993), ISBN 3-89129-013-6
- Hermeneutik der Fremde. Hg. von Dietrich Krusche und Alois Wierlacher. München: Iudicium 1990, ISBN 3-89129-243-0
- Leseerfahrung und Lesergespräch. München: Iudicium 1995, ISBN 3-89129-259-7
- Zeigen im Text: anschauliche Orientierung in literarischen Modellen von Welt. Würzburg: Königshausen und Neumann 2001, ISBN 3-8260-1983-0
- Lese-Differenz: Der andere Leser im Text. In: Alois Wierlacher und Andrea Bogner (Hg.): Handbuch interkulturelle Germanistik. Stuttgart: Metzler 2003, 467–474, ISBN 3-476-01955-1
- Das Ich-Programm. Ein Versuch zur Ersten Person. München: Iudicium 2010, ISBN 978-3-86205-034-5
- von gleich zu gleich. Dialog und Wirklichkeit. München: Iudicium 2018, ISBN 978-3-86205-514-2
- Der eine Planet. Die Evolution des Lebens und die Geschichte der Menschen. München: Iudicium 2023, ISBN 978-3-86205-649-1

### Übersetzungen und Herausgeberschaften
- Abschied von Japan. 151 Haiku-Übersetzungen, 37 Wortskizzen. Lyrische Hefte 35/36, Jg. 10, Heft 3/4, 1968
- Haiku: Bedingungen einer lyrischen Gattung. Übersetzung und einleitender Essay von Dietrich Krusche. Tübingen, Basel: Erdmann 1970 (5. Auflage 1984), ISBN 3-7711-0119-0
- Anspiel. Konkrete Poesie im Unterricht Deutsch als Fremdsprache. Hg. von Dietrich Krusche und Rüdiger Krechel. Bonn: Inter Nationes 1984
- Aufschluß. Kurze deutsche Prosa im Unterricht Deutsch als Fremdsprache. Hg. von Dietrich Krusche. Bonn: Inter Nationes 1987
- Mit der Zeit. Gedichte in ihren Epochen, ausgewählt für den Unterricht Deutsch als Fremdsprache. Teil I: Texte. Teil II: Erläuterungen und Materialien. Hg. von Dietrich Krusche. Bonn: Inter Nationes 1990
- Der gefundene Schatten: Chamisso-Reden von 1985 bis 1993. Hg. von Dietrich Krusche. München: A1 Verlag 1993, ISBN 3-927743-12-7
- Haiku: japanische Gedichte. Ausgewählt, übersetzt und mit einem Essay hg. von Dietrich Krusche. Neuausg. München: Dt. Taschenbuch-Verlag 1994 (Neuausgabe 11. Auflage  2008), ISBN 3-423-02336-8
- Auf einen Atemzug: Klassische Haiku. Hg. von Dietrich Krusche. München: Dt. Taschenbuch-Verlag 1996 (Teilausgabe von Haiku: Japanische Gedichte), ISBN 3-423-08326-3
- Eine Hand voll Haiku. Gezeichnet von Nina Pagalies, Übersetzung Dietrich Krusche. Berlin: Edition Wasser im Turm 2002, ISBN 3-935278-26-8